# Lauriomyces heliocephalus
Lauriomyces heliocephalus är en svampart som först beskrevs av V. Rao & de Hoog, och fick sitt nu gällande namn av R.F. Castañeda & W.B. Kendr. 1990. Lauriomyces heliocephalus ingår i släktet Lauriomyces, divisionen sporsäcksvampar och riket svampar.   Inga underarter finns listade i Catalogue of Life.